# Гавриловский сельский совет (Нововоронцовский район)
Гавриловский сельский совет (укр. Гаврилівська сільська рада) — входит в состав
Нижнесерогозского района
Херсонской области
Украины.
Административный центр сельского совета находится в 
с. Гавриловка
.

## История
- 1918 — дата образования.

## Населённые пункты совета
- с. Гавриловка